# Bengt Odevall
Bengt Odevall, född 24 januari 1921 i Bräkne-Hoby församling, Blekinge län, död 18 februari 2006 i Stockholm, var en svensk diplomat och jurist.

## Biografi
Odevall avlade studentexamen i Linköping 1940 och reservofficersexamen 1942. År 1945 blev Odevall löjtnant i flygvapets reserv, tog juristexamen i Uppsala 1945 samt blev attaché vid Utrikesdepartementet (UD). Han tjänstgjorde i Madrid, New York, London, Wien och vid FN:s generalförsamling och blev sedan byråchef vid UD 1963 samt kansliråd 1965. Odevall var därefter direktör för Kooperativa Förbundet 1965-1967, generalkonsul i Minneapolis 1968-1970, ambassadör i Rio de Janeiro 1970, Brasilia 1972 och Tokyo 1975 (jämväl Seoul 1975-1979) samt Bern 1982-1987.
Han var även huvudsekreterare i utrikesutskottet 1962-1965, ordförande Internationella kafferådet 1963, 1964-1965, ordförande i FN:s internationella sockerkonferens 1965, svensk ordförande i handelsförhandlingar med Polen, Tjeckoslovakien, Ungern, Rumänien, Bulgarien 1963-1965 och i skiljedomsnämnden USA-Brasilien 1969, talesman för Sverige, Finland och Norge vid General Agreement on Tariffs and Trades (GATT) multifiberförhandlingar 1981. Odevall var dessutom styrelseledamot i Svenska Nestlé AB.
Bengt Odevall var son till borgmästare Ragnar Odevall och Elin Ohlsson. Han gifte sig 1944 med Ulla Stålhammar, dotter till boktryckare Anton Stålhammar och Elisabeth Österberg. Han är far till Michael (född 1946), Christian (född 1948), Stefan (född 1953) och Henrik (född 1958).

## Utmärkelser
- Kommendör av Nordstjärneorden, 6 juni 1974.[3]

- Riddare av Spanska Isabel la catolicas orden (RSpICO)[1]